# Лимбична система
Лимбичната система (от латински: limbus – граница, край) е функционална система, изградена от няколко структури на главния мозък. Участва в регулацията на функции на вътрешните органи, обонянието, поведението, емоциите, паметта, съня и други.

## Компоненти
Структурите на главния мозък, участващи във формирането на лимбичната система, са:
- обонятелна система (Bulbus olfactorius);
- обонятелен тракт (Tractus olfactorius):
  - хипокамп (Hippocampus):[1][2][3] има отношение към сформирането на дълготрайната памет и моделите на възприятие;
  - амигдала:[1][2][3] има отношение към поведенческите модели при задоволство, страх и сексуално привличане;
  - мозъчен свод (Fornix):[1][3] провежда сигнали от хипокампа към corpus mamillare;
  - corpus mamillare:[1] важно за сформирането на паметта.
- лимбичен лоб:
  - Gyrus parahippocampalis:[2] има отношение за сформиране на пространствената памет;
  - Gyrus cinguli:[1][2][3] регулира сърдечната честота, кръвното налягане;
  - Gyrus dentatus:[2] смята се, че има отношение към създаването на нови спомени и състоянието на щастие.

## Функции на лимбичната система
Получавайки информация от външната и вътрешната среда на организма, лимбичната система активира реакции на вегетативната и соматичната нервна система, обезпечавайки адекватното приспособяване на организма към промените като поддържа хомеостазата.
Други функции:
- регулира функцията на вътрешните органи (чрез хипоталамуса);
- участва във формирането на мотивации, емоции и поведенчески реакции;
- има важна роля при процеса на обучение
- обонятелна функция.